# Wieselstein (Tennengebergte)
De Wieselstein is een berg in de deelstaat Salzburg, Oostenrijk. De berg heeft drie toppen:
- Südlicher Wieselstein (2315 meter)
- Mittlerer Wieselstein (2300 meter)
- Nördlicher Wieselstein (2188 meter)

De Wieselstein is onderdeel van het Tennengebergte.